# جوزيف مرعي
جوزيف مرعي (و. 1953  م) هو مخرج أفلام، ومنتج أفلام، وكاتب سيناريو سوري، ولد في سوريا.

## وصلات خارجية
- جوزيف مرعي على موقع IMDb (الإنجليزية)
- جوزيف مرعي على موقع ألو سيني (الفرنسية)
- جوزيف مرعي على موقع أول موفي (الإنجليزية)
- جوزيف مرعي على موقع قاعدة بيانات الأفلام السويدية (السويدية)
- جوزيف مرعي على موقع قاعدة بيانات الفيلم (الإنجليزية)
- جوزيف مرعي على موقع كينوبويسك (الروسية)